# Golpe de publicidade
No marketing, um golpe de publicidade, ou jogada/truque/manobra de publicidade/publicitário(a), é um evento ou ato planejado para atrair a atenção do público aos promotores ou as suas causas.

## Visão Geral
Golpes de publicidade podem ser organizados profissionalmente ou montados por amadores. Esses tipos de eventos são frequentemente utilizados por anunciantes, e por celebridades que notavelmente incluem atletas e políticos.
Algumas vezes as organizações buscam maior publicidade criando eventos extraordinários visando atrair a atenção da mídia. Podem ser eventos inovadores, tentativas de quebra de recordes mundiais, conferências de imprensa ou protestos organizados. Planejando e administrando o evento, a organização tenta ganhar algum tipo de controle sobre o que é falado na mídia.
Pode ser difícil para as organizações criarem truques publicitários bem-sucedidos que destacam a mensagem em vez de prejudicá-la. Por exemplo, faz sentido para uma pizzaria assar a maior pizza do mundo, mas não faria sentido para o YMCA patrocinar esse mesmo evento. A importância das manobras publicitárias é para gerar interesse nas notícias e conscientização sobre o conceito, produto ou serviço que está sendo comercializado.